# Microcapillata clypealis
Microcapillata clypealis is een keversoort uit de familie lieveheersbeestjes (Coccinellidae). De wetenschappelijke naam van de soort is voor het eerst geldig gepubliceerd in 1977 door Gordon.